# Hans Caro
Johannes Hendrikus (Hans) Caro (Wervershoof, 11 augustus 1928 - Amstelveen, 28 juni 1972) was een Nederlands roeier. Hij vertegenwoordigde Nederland eenmaal op de Olympische Spelen, maar won bij die gelegenheid geen medaille.
Caro maakte op 23-jarige leeftijd zijn olympisch debuut op de Olympische Spelen van 1952 in Helsinki. Hij nam deel als stuurman bij het roeionderdeel vier met stuurman. De roeiwedstrijden zouden initieel plaatsvinden in speciaal hiervoor gebouwde kano- en roeistadion bij Taivallahti, maar doordat de Internationale Roei Federatie deze accommodatie in verband met de windgevoeligheid hiervan afkeurde, moest er uitgeweken worden naar een tijdelijk aangelegd roeibaan bij Meilahti, op circa 3 km afstand van het Olympisch Stadion. De Nederlandse ploeg werd in de series derde in 7.24,9 en in de herkansing eindigde het met een tijd van 7.04,2 achter Finland en was zodoende uitgeschakeld.
In zijn actieve tijd was hij aangesloten bij ASR Nereus in Amsterdam.

## Palmares

### roeien (vier met stuurman)
- 1952: herkansing OS - 7.04,2

Ton Fontani · 
Han Heijenbrock · 
Jan Willem Pennink · 
Jaap Beije · 
Hans Caro (stuurman)